# Ievgueni Nepomniasxi
Ievgueni Andrèievitx Nepomniasxi (en rus: Евгений Андреевич Непомнящий) (Petropavl, província del Kazakhstan Septentrional, 12 de març de 1987) és un ciclista kazakh que fou professional des del 2010 fins al 2013. Al 2017 tornà a competir amb l'equip Vino-Astana Motors.

## Palmarès
- 2013
  - Vencedor d'una etapa de la Volta al llac Qinghai
- 2018
  - Vencedor d'una etapa de la Sri Lanka T-Cup